# Independent Spirit Awards 1990
La cerimonia di premiazione della 5ª edizione degli Independent Spirit Awards si è svolta nel 1990 ed è stata presentata da Buck Henry. Martin Scorsese ha pronunciato il keynote address.

## Vincitori e candidati
I vincitori sono indicati in grassetto, a seguire gli altri candidati.

### Miglior film
- Sesso, bugie e videotape (Sex, Lies, and Videotape), regia di Steven Soderbergh
- Drugstore Cowboy, regia di Gus Van Sant
- Heat and Sunlight, regia di Rob Nilsson
- Mystery Train - Martedì notte a Memphis (Mystery Train), regia di Jim Jarmusch
- True Love, regia di Nancy Savoca

### Miglior attore protagonista
- Matt Dillon - Drugstore Cowboy
- Randy Quaid - Pranzo misterioso (Parents)
- James Spader - Sesso, bugie e videotape (Sex, Lies, and Videotape)
- Charles Lane - I marciapiedi di New York (Sidewalk Stories)
- Nicolas Cage - Stress da vampiro (Vampire's Kiss)

### Miglior attrice protagonista
- Andie MacDowell - Sesso, bugie e videotape (Sex, Lies, and Videotape)
- Kelly Lynch - Drugstore Cowboy
- Winona Ryder - Schegge di follia (Heathers)
- Youki Kudoh - Mystery Train - Martedì notte a Memphis (Mystery Train)
- Annabella Sciorra - True Love

### Miglior regista
- Steven Soderbergh - Sesso, bugie e videotape (Sex, Lies, and Videotape)
- Gus Van Sant - Drugstore Cowboy
- Jim Jarmusch - Mystery Train - Martedì notte a Memphis (Mystery Train)
- Charles Lane - I marciapiedi di New York (Sidewalk Stories)
- Nancy Savoca - True Love

### Miglior fotografia
- Robert D. Yeoman - Drugstore Cowboy
- Oliver Stapleton - Le ragazze della Terra sono facili (Earth Girls Are Easy)
- Robby Müller - Mystery Train - Martedì notte a Memphis (Mystery Train)
- Toyomichi Kurita - Oltre la riserva (Powwow Highway)
- Rob Tregenza - Talking to Strangers

### Miglior sceneggiatura
- Gus Van Sant e Daniel Yost - Drugstore Cowboy
- Patrick Sheane Duncan - 84C MoPic
- Daniel Waters - Schegge di follia (Heathers)
- Steve De Jarnatt - Soluzione finale (Miracle Mile)
- Jim Jarmusch - Mystery Train - Martedì notte a Memphis (Mystery Train)

### Miglior attore non protagonista
- Max Perlich - Drugstore Cowboy
- Steve Buscemi - Mystery Train - Martedì notte a Memphis (Mystery Train)
- Screamin' Jay Hawkins - Mystery Train - Martedì notte a Memphis (Mystery Train)
- Gary Farmer - Oltre la riserva (Powwow Highway)
- Scott Coffey - Shag l'ultima follia (Shag)

### Miglior attrice non protagonista
- Laura San Giacomo - Sesso, bugie e videotape (Sex, Lies, and Videotape)
- Heather Graham - Drugstore Cowboy
- Mare Winningham - Soluzione finale (Miracle Mile)
- Mary Woronov - Scene di lotta di classe a Beverly Hills (Scenes from the Class Struggle in Beverly Hills)
- Bridget Fonda - Shag l'ultima follia (Shag)

### Miglior film d'esordio
- Schegge di follia (Heathers), regia di Michael Lehmann
- 84C MoPic, regia di Patrick Sheane Duncan
- Oltre la riserva (Powwow Highway), regia di Jonathan Wacks
- I marciapiedi di New York (Sidewalk Stories), regia di Charles Lane
- Talking to Strangers, regia di Rob Tregenza

### Miglior film straniero
- Il mio piede sinistro (My Left Foot: The Story of Christy Brown), regia di Jim Sheridan
- Voci lontane... sempre presenti (Distant Voices, Still Lives), regia di Terence Davies
- La notte dei maghi (Hanussen), regia di István Szabó
- Belle speranze (High Hopes), regia di Mike Leigh
- Yin ji kau, regia di Stanley Kwan